# Distretto di Kulykivka
Il distretto di Kulykivka (in ucraino Куликівський район?) era un distretto (rajon) dell'Ucraina, situato nell'oblast' di Černihiv. Il suo capoluogo era Kulykivka. È stato soppresso con la riforma amministrativa del 2020.